# Capparidastrum macrophyllum
Capparidastrum macrophyllum là một loài thực vật có hoa trong họ Capparaceae. Loài này được (Kunth) Hutch. mô tả khoa học đầu tiên năm 1967.